# Sutlej
De Sutlej of Satluj (Sanskriet: सुटुद्रि, Punjabi: ਸਤਲੁਜ, Urdu: ستلج) is een rivier op het Indiaas Subcontinent. Het is de langste van de vijf zijrivieren van de Indus, waar de Punjab (vijfstromen) naar genoemd is.
De Sutlej ontspringt in de buurt van de heilige berg Kailash in Tibet, om van daar naar het westen te stromen. Vaak is het dal kloofachtig en lopen er geen wegen door. Eenmaal in India wordt het dal iets breder, de vallei wordt hier Kinnaur genoemd. Ten noordoosten van Shimla wordt het dal Rampurvallei genoemd. Daarna versmalt het dal weer. Voordat de Sutlej de heuvels verlaat, stroomt de rivier bij Bilaspur door een groot stuwmeer, Govindsagar. Bij Ropar heeft de rivier de vlakte bereikt, om daarna vlak ten noorden langs Ludhiana te stromen. Bij Sultanpur komt de Beas in de Sutlej uit. Ten noorden van Firozpur gaat de Sutlej de grens tussen India en Pakistan vormen. Vanaf hier stroomt de rivier naar het zuidwesten en vormt voor ongeveer 100 km de grens, om daarna Pakistan in te stromen. In Pakistan stroomt de Sutlej onder andere door Bahawalpur. Bij Uch Sharif komen de Sutlej en de Chennab samen om de Panjnad te vormen, die vervolgens 50 km verderop bij Mithankot in de Indus uitmondt.
De Sutlej wordt in de veda's Shatadru of Suṭudri genoemd. De oude Grieken kenden de Sutlej als Zaradros of Hesidros, de Romeinen als Sydrus.
Het water van de Sutlej komt onder het Indus-Waterverdrag tussen India en Pakistan toe aan India. Veel van het water van de rivier wordt gebruikt voor irrigatie in de Punjab. Een kanaal (de Sutlej-Yamuna Link) verbindt de rivier met de Yamuna in Uttar Pradesh.
- Gemeinsame Normdatei: 7570887-5
- Library of Congress Control Number: sh85130912
- Nationale Bibliotheek van Israël: 987007551011405171
- Virtual International Authority File: 242327377